# Changement climatique en Europe
Le changement climatique en Europe, en cours, a entraîné une augmentation des niveaux de températures en Europe par rapport aux niveaux préindustriels (+1,9 °C en 2019). Le climat de l'Europe et les typologies climatiques jusqu'ici consensuelles commencent à ne plus suivre des normales saisonnières telles qu'observées auparavant. Le changement climatique a des implications pour toutes les régions d'Europe, l'étendue et la nature des impacts variant à travers le continent.
Le réchauffement climatique global induit notamment une augmentation de la fréquence et de l'intensité des phénomènes météorologiques extrêmes tels que les vagues de chaleur.

## Impacts sur le milieu naturel

### Changements de température et de temps

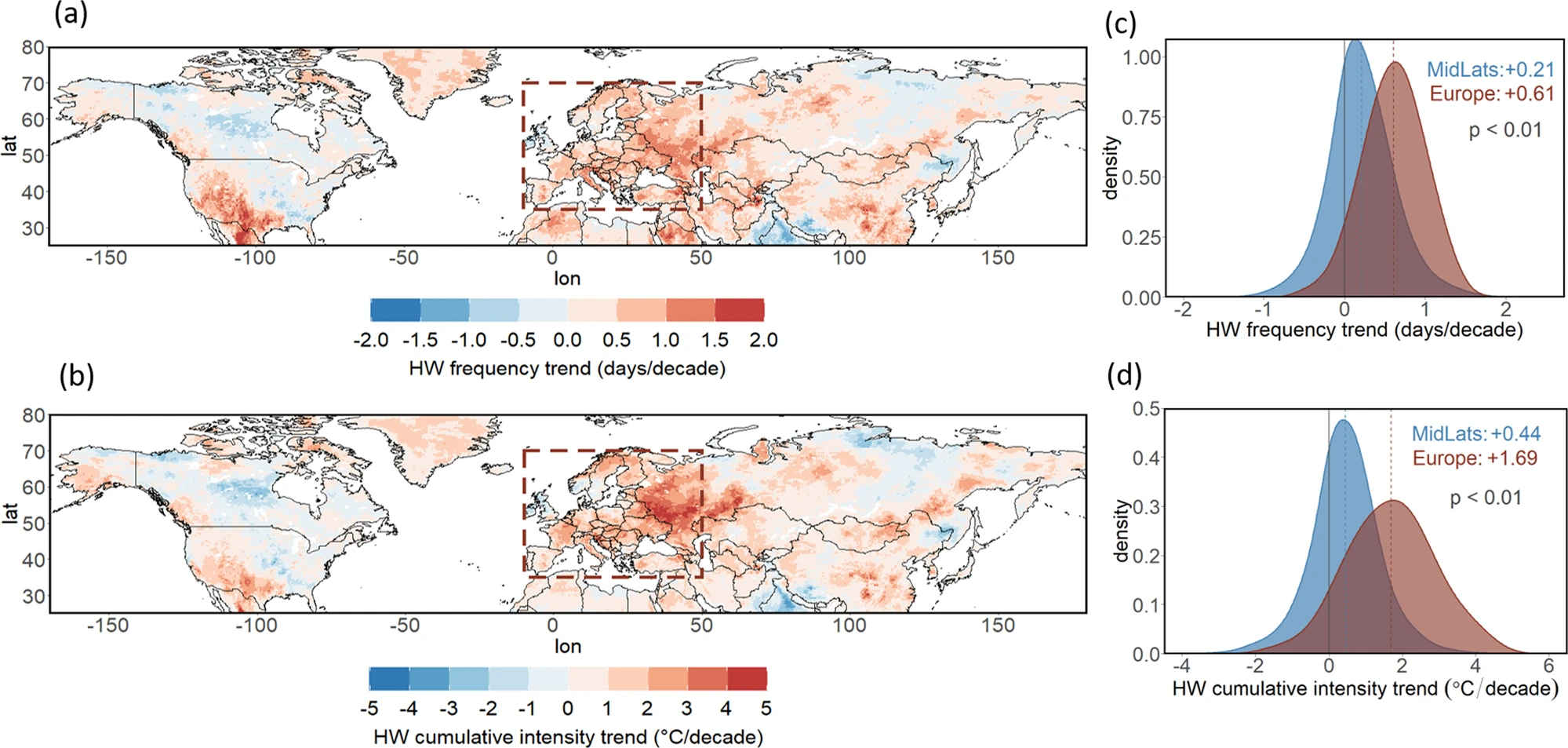
Carte des tendances croissantes des vagues de chaleur (fréquence et intensité cumulée) sur les latitudes moyennes et l'Europe, (juillet et août 1979-2020).

En novembre 2022, l'Organisation météorologique mondiale (OMM) et Copernicus, le service climat de l'Union européenne, publient un rapport qui révèle qu'aucun autre continent au monde ne s'est réchauffé plus vite que l'Europe au cours des trente dernières années : au cours de la période allant de 1991 à 2021, les températures ont connu en Europe un réchauffement d'environ +0,5 °C par décennie, plus de deux fois plus élevé que la moyenne mondiale.
Selon l'Agence européenne pour l'environnement, la température a augmenté de 1,9 °C en 2019 par rapport aux niveaux préindustriels ; en 2010, il était de 1,7 °C. Les températures en Europe augmentent plus rapidement que la moyenne mondiale. En Europe occidentale, les vagues de chaleur ont augmenté "trois à quatre fois plus vite que dans le reste des latitudes moyennes du nord au cours des 42 dernières années". À l'échelle mondiale, les anomalies thermiques positives relevées étaient en moyenne supérieure de 0,94 °C en 2010 (1,03 °C en 2019).
Les services météorologiques sont amenés à modifier les « normales climatiques » qu'ils utilisent pour caractériser le climat sur un lieu donné : la nouvelle normale de température adoptée en juin 2022 par Météo France est en hausse de 0,42 °C par rapport à la précédente, adoptée dix ans auparavant.
Par rapport aux niveaux préindustriels, la banquise arctique a diminué en moyenne de 33 000 km2 par an entre 1979 et 2020 pendant l'hiver et de 79 000 km2 par an pendant l'été à la même période.
Dans la mer Baltique, la fonte des glaces est observée depuis le début de la révolution industrielle. Au cours de l'hiver 2019-2020, la surface de la glace a atteint un niveau inédit.
Les vagues de chaleur augmenteront le nombre de feux de forêt du fait de la multiplication de sécheresses. Les experts ont averti que le changement climatique pourrait faire passer le nombre de réfugiés climatiques dans le monde de 150 millions en 2008 à 800 millions à l'avenir. Pour l'instant, lL'accord international sur les réfugiés ne reconnaît pas les réfugiés du changement climatique.
L'été 2003 est classé premier en termes de réchauffement. Un nombre inhabituellement élevé de décès liés à la chaleur ont été signalés en France, en Allemagne et en Italie. Selon Nature, il est très probable que la canicule ait été induite par l'homme par les gaz à effet de serre.
Le projet d'intercomparaison de modèles couplés (CMIP5, sur 571 villes européennes), a modélisé l'évolution des climats futurs en Europe. Les jours de vagues de chaleur augmentent certes dans toutes les villes, mais surtout dans le sud. Si les émissions de gaz à effet de serre permettent de maintenir un réchauffement inférieur à 2°C, les conditions de sécheresse s'intensifieraient dans les villes du sud de l'Europe tandis que les inondations fluviales s'aggraveraient dans les villes du nord de l'Europe. Cependant, un scénario pessimiste suppose que la plupart des villes européennes verront une augmentation des risques de sécheresse et d'inondation des rivières. Plus de 100 villes sont particulièrement vulnérables à deux impacts climatiques ou plus.

#### Événements météorologiques extrêmes
| Records d'événements météorologiques en Europe. | Records d'événements météorologiques en Europe. | Records d'événements météorologiques en Europe.        | Records d'événements météorologiques en Europe. |
| Année                                           | Lieu                                            | Type d'évènement                                       | Coût humain et financier                        |
| ----------------------------------------------- | ----------------------------------------------- | ------------------------------------------------------ | ----------------------------------------------- |
| 2003                                            | Europe                                          | l'été le plus chaud depuis au moins 500 ans            | 70 000 morts                                    |
| 2000                                            | Angleterre et Pays de Galles                    | l'automne le plus humide jamais enregistré depuis 1766 | 1,3 milliard de livres sterling                 |
| 2007                                            | Angleterre et Pays de Galles                    | Juillet le plus humide jamais enregistré depuis 1766   | 3 milliards de livres sterling                  |
| 2007                                            | Grèce                                           | l'été le plus chaud depuis 1891                        | feux de forêt                                   |
| 2010                                            | Russie                                          | l'été le plus chaud depuis 1500                        | 15 milliards de dollars. 55 000 morts           |
| 2011                                            | France                                          | printemps le plus chaud et le plus sec depuis 1880     | récolte céréalière en baisse de 12%             |
| 2012                                            | Arctique                                        | minimum de glace de mer                                |                                                 |
| Les coûts sont des estimations                  |                                                 |                                                        |                                                 |

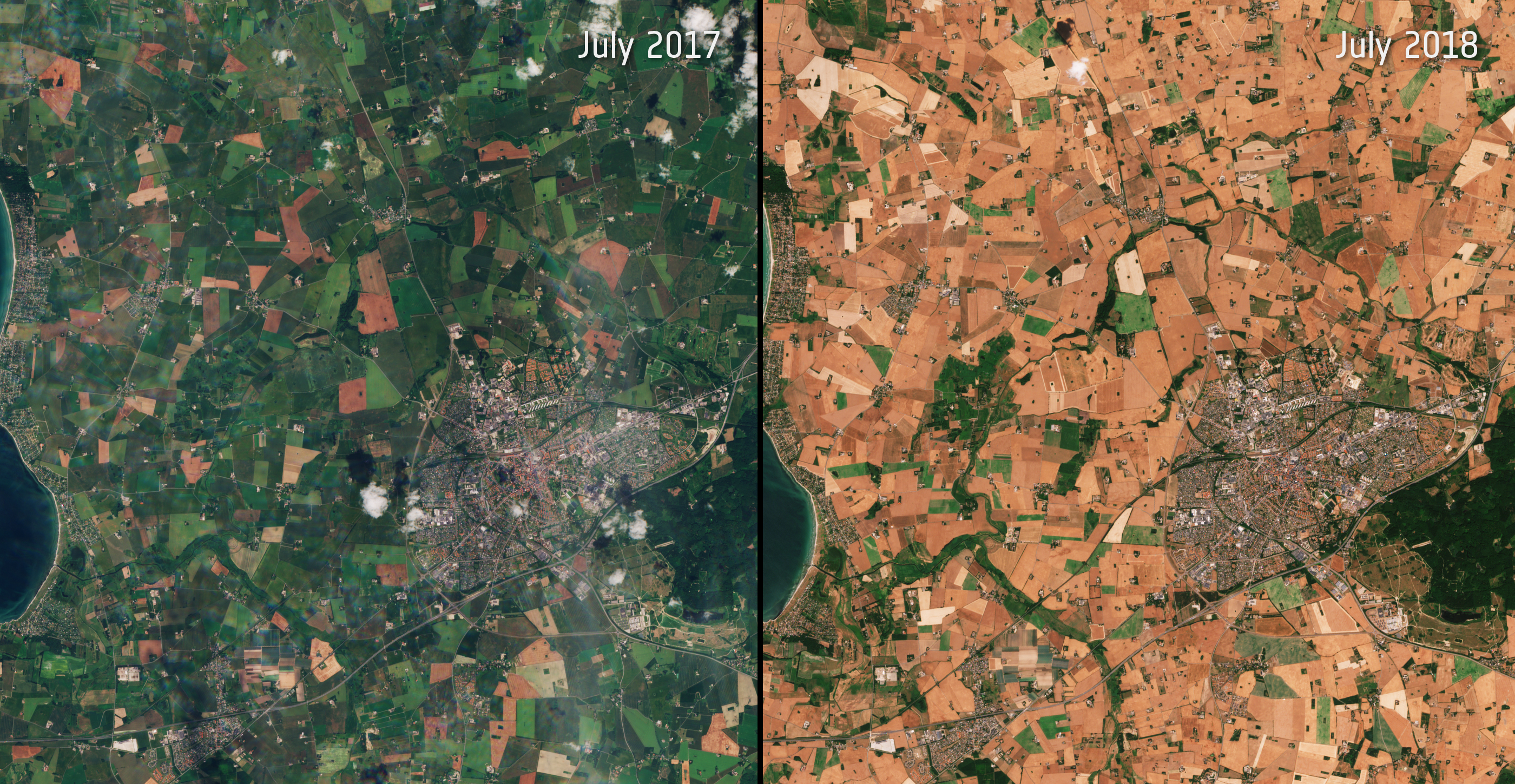
Comparaison d'images satellite montrant l'impact de la vague de chaleur de 2018 sur les champs agricoles à Slagelse, au Danemark.

L'été 2019 est caractérisé par la multiplication de records météorologies en Europe. Cette année, au cours de la vague de chaleur de juillet, un lac jamais découvert a émergé dans le massif du Mont Blanc dans les Alpes françaises, au pied de la Dent du Géant à une altitude d'environ 3400 mètres. Ayant une grande portée médiatique, cet évènement a été considéré comme un symbole des effets du réchauffement climatique sur les glaciers,,.

### Impact sur la flore
Au lendemain de la canicule de 2003, des chercheurs ont constaté à quel point les écosystèmes alpins d'Italie étaient touchés. En effet, la canicule a déclenché une expansion rapide des espèces végétales vasculaires au détriment des mousses dans les tourbières. Or, les tourbières (zone humide) sont connues pour leur captation carbone efficace . Ces conséquences ont permis aux scientifiques de faire émerger la notion de rétroactions climatiques.

#### Vagues de chaleur

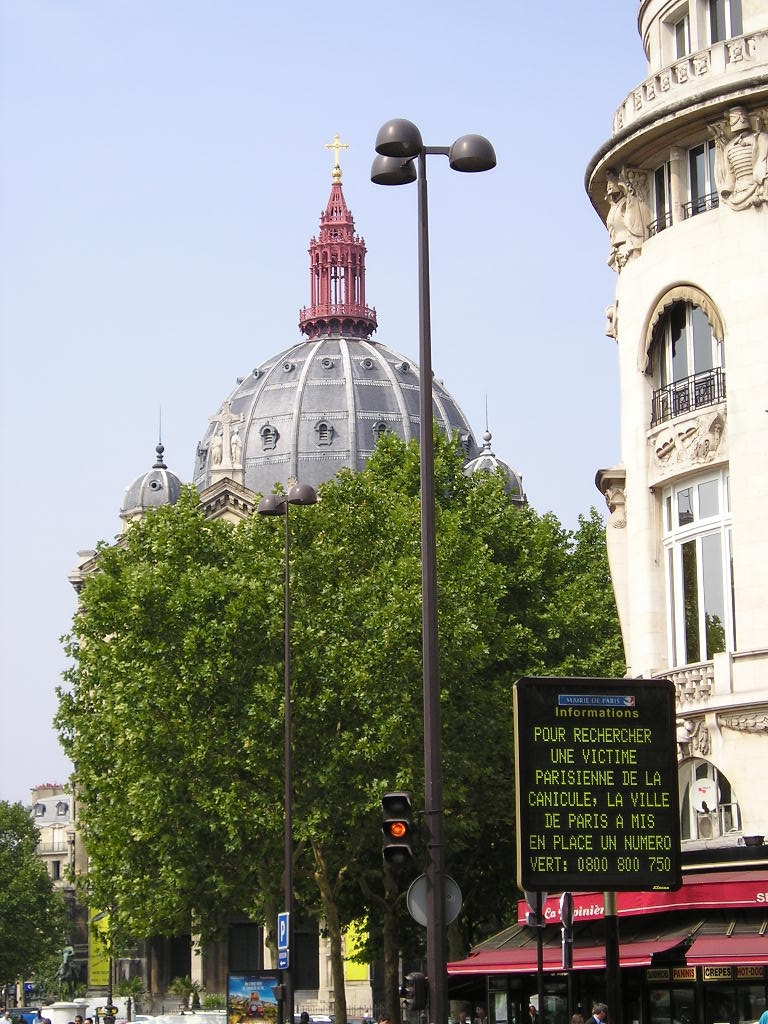
Un panneau routier à Paris donnant les détails d'un numéro de téléphone sans frais à appeler en cas de décès pendant la canicule européenne de 2003.